# Von der Wiege bis zum Grabe
Von der Wiege bis zum Grabe (Do berço ao túmulo, ou Do berço à tumba), S.107, é um dos treze poemas sinfónicos de Franz Liszt. É o último dos seus poemas sinfónicos, escritos durante o seu período em Weimar.
Começou por ser composto em 1881. É portanto posterior em mais de 20 anos ao poema sinfónico anterior, Die Ideale. Foi inspirado pela pintura, mas concretamente por um tríptico de Michaël Zichy.

## Estrutura
Tem três andamentos: O Berço (Die Wiege) tem um carácter melódico; O Combate pela Existência (Der Kampf ums Dasein) surpreende pela orquestração; e Rumo ao Túmulo, Berço da Vida Futura (Zum Grabe, die Wiege des zukunftigen Lebens) que retoma no final o tema do início, com resignação nostálgica.
O suporte instrumental é definido de forma comedida, quase como se fosse música de câmara com violinos, violas, harpa e flautas. O principal tema é caracterizado na segunda parte e vai sendo transformado, de modo que só sons não violentos (dolente) se fazem ouvir. A parte final é harmonicamente difícil de definir. O trabalho termina com uma passagem solo de violoncelo.